# Nova Nazaré
Nova Nazaré là một đô thị thuộc bang Mato Grosso, Brasil. Đô thị này có diện tích 4038,699 km², dân số năm 2007 là 2745 người, mật độ 0,68 người/km².